# Jim Ameche

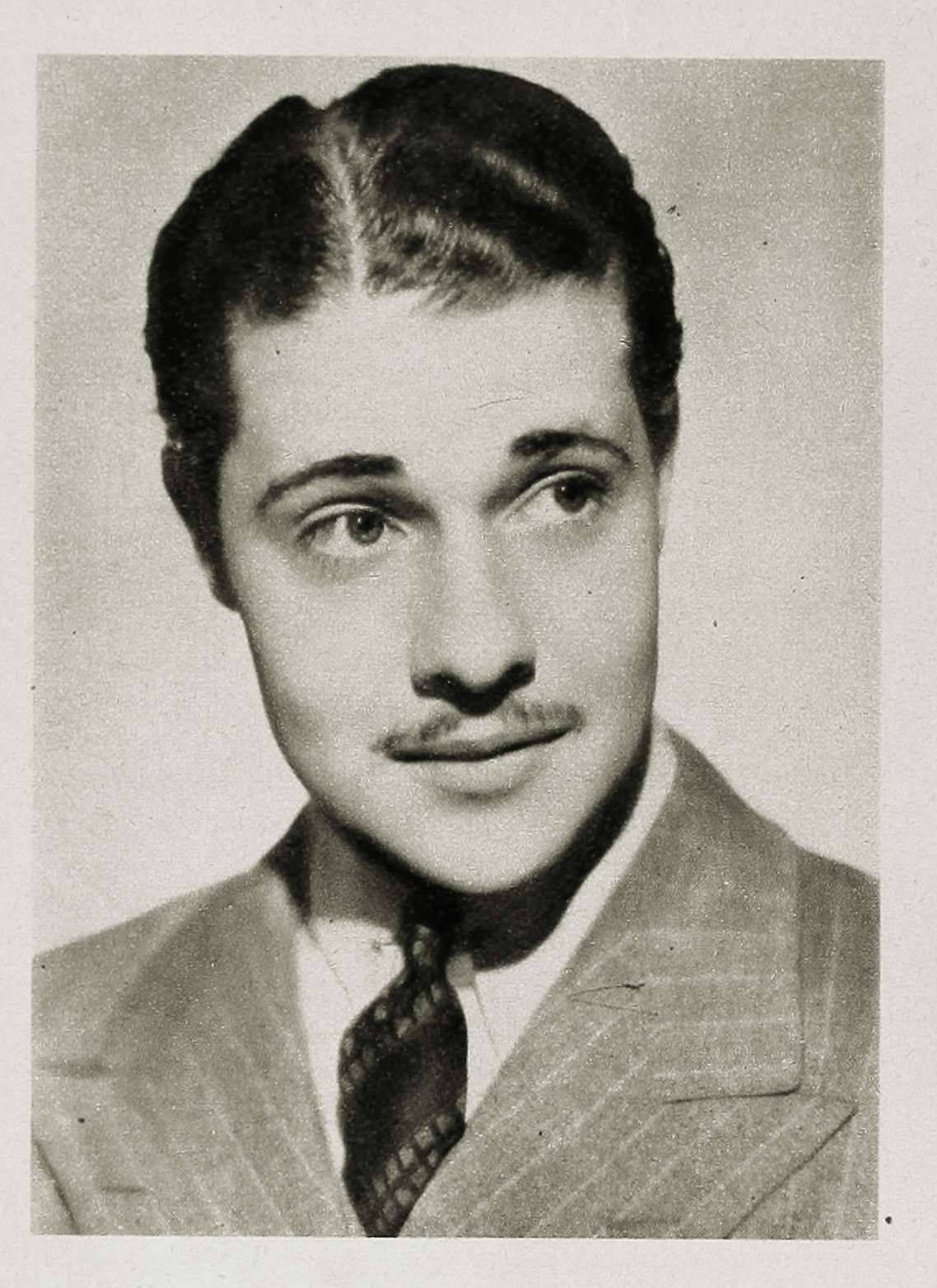
Jim Ameche em 1938.

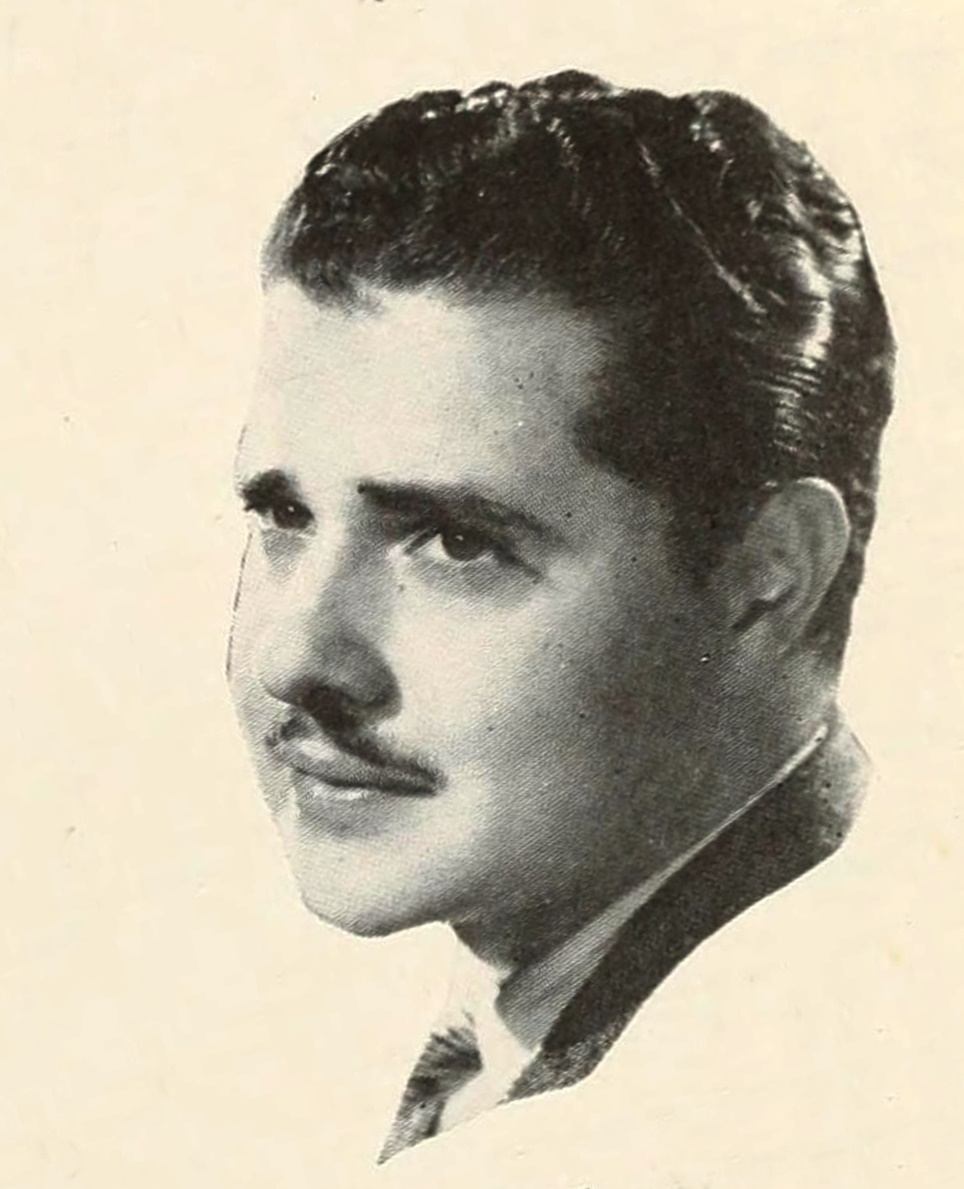
Jim Ameche na Revista Sponsor.

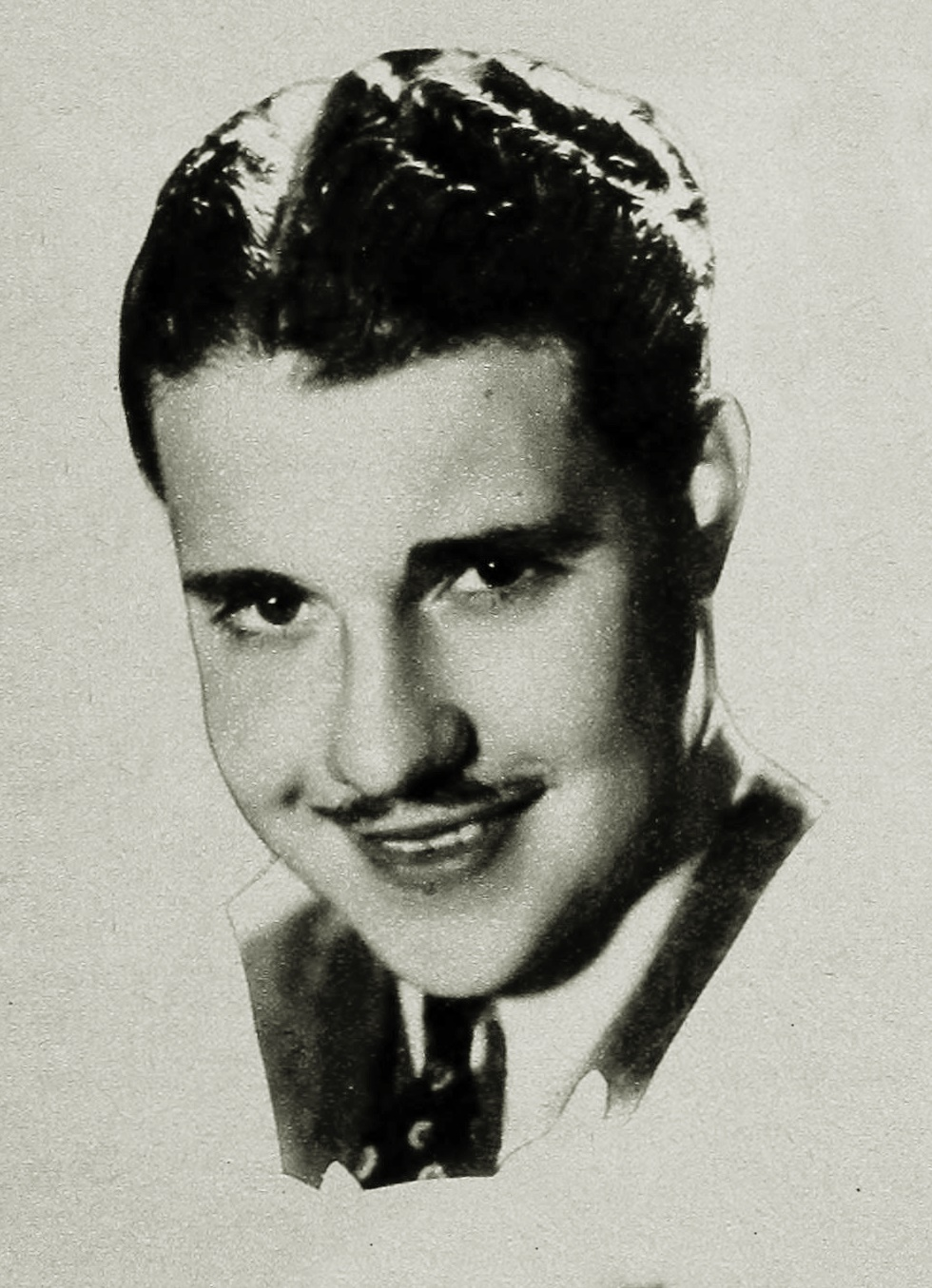
Jim Ameche em 1939.

Jim Ameche (Kenosha, 6 de agosto de 1915 - Tucson, 4 de fevereiro de 1983) foi um radialista estadunidense. Era o irmão mais novo do ator Don Ameche.

## Biografia
Jim Ameche é conhecido por ter interpretado Jack Armstrong de 1933 até 1938, em Jack Armstrong, the All-American Boy, uma série de rádio muito popular entre os anos 30 e 50. Mais tarde, ele desempenhou papéis mais sérios em outros programas de rádio, incluindo o Woodbury Hollywood Playhouse. Ele também foi um locutor no programa Amos 'n' Andy, e trabalhou por um tempo para a CBS. Mudou-se para Tucson, em 1975, onde trabalhou nas emissoras locais KCEE-AM e KCEE-FM.

## Carreira
Nasceu James Amici em Kenosha, Wisconsin. Quando seu irmão mais velho Don Ameche, deixou sua posição como apresentador e locutor do The Chase and Sanborn Hour no início dos anos 1940, Jim assumiu o restante da temporada do programa. Ele também foi ouvido como mountie Jim West no Silver Eagle da ABC (1951–55). Outros programas em que Ameche foi ouvido incluem Grand Hotel, Hollywood Playhouse e Big Sister. Na década de 1940, ele teve vários programas na rádio WGN em Chicago.
Ele foi ouvido nas estações de Los Angeles e Palm Springs no final dos anos 1950 e início dos anos 60. Por muitos anos ele foi uma personalidade popular do rádio local na área de Nova York. No final dos anos 1960, ele trabalhava como locutor no WHN de Nova York e assessor de imprensa de um álbum de discos da Longines Symphonette Society com clipes de antigas transmissões de rádio. Na década de 1960, ele também leu anúncios de rádio para vinhos Gibson. Por muitos anos, ele foi o locutor da tarde na WQXR, a estação de rádio clássica do The New York Times, e era uma voz familiar e amada. Ele também gravou vários anúncios de rádio em Phoenix, Arizona em seus últimos anos.

## Filme
Ele interpretou Alexander Graham Bell no filme The Story of Mankind, de 1957, o papel que seu irmão Don havia desempenhado na biografia cinematográfica de Bell em 1939.

## Morte
Jim Ameche morreu em 4 de fevereiro de 1983, de câncer de pulmão no Tucson Medical Center aos 67 anos.